# Agression
Gli Agression sono un gruppo hardcore punk di Oxnard.

## Storia
Il gruppo fu formato da Mark Hickley (voce), Henry Knowles (chitarra), Bob Clark (basso) e Mark Aber (batteria). I quattro entrarono presto in contatto con la BYO Records, etichetta degli Youth Brigade, contribuendo con una traccia a Someone Got Their Head Kicked In del 1982. L'anno seguente il complesso pubblicò il suo primo album di studio, Don't Be Mistaken, oltre a varie partecipazioni a compilation della Mystic Records nei mesi seguenti. Nel 1985 fu la volta del secondo album di studio, l'omonimo Agression, e di un bootleg ufficiale dal titolo Agression Bootleg.
Tuttavia in quello stesso anno il batterista Aber lasciò il gruppo per unirsi agli Angry Samoans, causando un periodo di crisi che si concluse con lo scioglimento del complesso.
Solo nel 2000 il cantante Hickely iniziò a lavorare ad una reunion, ma fu presto stroncato da problemi al fegato. Hickley fu sostituito dal chitarrista Knowles, che si diede da fare per riallestire la band con alcuni amici, ma nell'agosto 2002 perse la vita a causa di una leucemia. Dopo la raccolta Full Circle, edita nel 2003, gli Agression tornarono in studio e pubblicarono nel 2006 Grind Kings, il loro terzo full-length.

## Formazione
- Mark Hickey - voce
- Henry Knowles - chitarra
- "Big" Bob Clark - basso
- Bruce. W - batteria

## Discografia

### Album in studio
- 1983 - Don't Be Mistaken, (Mystic Records)
- 1985 - Agression, (Mystic Records)
- 2006 - Grind Kings, (Lucky 13 Records)

### Album live
- 1985 - Agression Bootleg, (Mystic Records)
- 2005 - Locals Only: Live, (Mystic Records)

### EP
- 1986 - Live Underground Railroad, (Mystic Records)

### Raccolte
- 1995 - Best of Agression, (Mystic Records)
- 2003 - Full Circle, (Cleopatra Records)

### Album di tributo
- 2007 - Taking Out a Little Agression, Compilation Tribute, (Dr.Strange Records)

### Apparizioni in compilation
- 1982 - Better Youth Organization Presents - Someone Got Their Head Kicked In, (BYO Records)
- 1984 - Copulation - The Sound of Hollywood, (Mystic Records)
- 1984 - Nardcore, (Mystic Records)